# Site de la bataille de Slankamen
Le site de la bataille de Slankamen (en serbe cyrillique : Место битке код Сланкамена ; en serbe latin : Mesto bitke kod Slankamena) est un site mémoriel qui se trouve sur le territoire de Stari Slankamen, près d'Inđija en Serbie, province de Voïvodine. Il commémore la bataille de Slankamen qui, en 1691, a victorieusement opposé les armées autrichiennes à celles de l'Empire ottoman. Le site est inscrit sur la liste des sites mémoriels d'importance exceptionnelle de la République de Serbie.

## Histoire
La bataille du mont Mihaljevac, près de l'actuelle localité de Stari Slankamen, plus connue sous le nom de bataille de Slankamen, a eu lieu le 19 août 1691, au cours de la deuxième guerre austro-turque (1683-1699). Au cours du combat furent tués près de 20 000 soldats ; le grand vizir Mustafa Ćuprilić y a trouva la mort. Les troupes autrichiennes, victorieuses, étaient commandées par Louis-Guillaume de Bade-Bade qui était épaulé par environ 10 000 combattants serbes dirigés par Jovan Monasterlija. 

## Site
Sur le site de la bataille, situé aux pieds des monts de la Fruška gora, un monument de 12 m de haut a été érigé en 1892. Il est constitué d'un socle de pierre sur lequel s'appuient quatre piliers, le tout surmonté d'une structure en forme de pyramide ; les faces intérieures de la structure inférieure sont décorées de reliefs. Entre les piliers se trouve un grand bloc de pierre sur lequel on peut lire une inscription en allemand commémorant l'événement, ainsi qu'une courte dédicace en cyrillique rédigée par le poète Jovan Jovanović Zmaj à la gloire des morts tombés au combat.
Le monument a été restauré en 1986.